# Saint-Bonnet-sur-Gironde
Saint-Bonnet-sur-Gironde là một xã ở tỉnh Charente-Maritime thuộc vùng Nouvelle-Aquitaine tây nam nước Pháp.

## Dân số
| Năm  | Dân số | Density | Percent of the canton |
| ---- | ------ | ------- | --------------------- |
| 1962 | 988    | -       | -                     |
| 1968 | 1,003  | -       | -                     |
| 1975 | 901    | -       | -                     |
| 1982 | 899    | -       | -                     |
| 1990 | 819    | -       | -                     |
| 1999 | 838    | 27/km²  | -                     |

- Xã của tỉnh Charente-Maritime